# スーパーヒットチャートなまらん
『スーパーヒットチャート なまらん』（Super Hit Chart NAMARAN）は、STVラジオで生放送されていたラジオ番組
。ここでは、第1期（2005年10月 - 2011年3月）、第2期（2011年10月 - 2012年3月）と分けて表示する。

## 放送時間
第1期
- 2005年10月 - 2006年3月 月曜- 金曜 21:00 - 22：00
- 2006年4月3日 - 2009年3月 月曜 - 金曜 22:00 - 24:00
- 2009年4月 - 2009年9月 月曜 - 金曜 21:00 - 22:50
- 2009年10月 - 2010年3月 月曜 - 金曜 20:00 - 21:50
- 2010年4月 - 2010年9月 月曜 20:00 - 21:50、火曜 - 金曜 21:00 - 21:50
- 2010年10月 - 2011年3月 月曜 - 金曜 18:00 - 19:30（News＆Sportsチャートなまらん）、20:00 - 21:50（スーパーヒットチャートなまらん）

第2期
- 2011年10月 - 2012年3月 月曜 - 金曜　21:00 - 21:50（野球中継延長時は短縮・休止の場合あり）

## 概要
- 2005年10月3日に放送開始。2004年3月に終了した「ラジオクリックiしてる!」以来、1年半ぶりのSTV自社制作による、平日夜生ワイド。2011年3月に終了したが、2011年4月からは、番組タイトルの「なまらん」だけを使用した番組を放送、2011年10月からは再び、「スーパーヒットチャートなまらん」として放送開始。番組名の「なまらん」は、生放送の「なま」とランキングの「ラン」を合わせたものとされている。

### 第1期
第1期終了までの5年半、STVアナウンサーの吉川典雄がパーソナリティを務めた。
- ランキングについては主にリスナーからのリクエストで組まれている。これまでのSTVラジオの音楽ランキング番組と同じように、音楽ランキング以外のコーナーも設定された。
- 番組ゲストとしては木村カエラ、SEAMO、ゆずなどの人気アーティストやTRIPLANE、OLD、サカナクションなどのインディーズ時代から吉川アナと交流が深いアーティスト、松山千春・泉谷しげるなどの大物アーティストも登場していた。また映画の宣伝で藤原竜也、天海祐希、亀梨和也なども出演した。
- STV主催のライブイベント「アンビシャスLIVE」や、「全国高等学校クイズ選手権・北海道大会」の模様などもこの番組で放送される。どちらもMCは吉川典雄。
- 学生向けの番組なので、頻繁に学校に出現する。札幌北高校の行灯行列には毎年登場した他、北海学園札幌高校や札幌北陵高校などの学校祭準備の様子も紹介された。
- 芸能界を目指すリスナーも多く、過去に何度かアイドルオーディションを受けている女の子を紹介している。取材したリスナーの中にはオーディション合格者もいたものの、その後親の承諾を得られず辞退したケースが生じた。
- 街角取材中に出会った高校生漫才コンビ「あそび」「てぃーだ」に密着。「ハイスクールマンザイ2009」では、あそびが優勝するが、その後解散してしまう。2010年も「グラフティー」という高校生漫才コンビに出会い、彼らも優勝した。次の日のゲストが、アームストロングだったため、先輩芸人との電話つなぎも行った。
- 2010年2月17日の放送の中でAKB48の人気を研究する企画をしたところ多数のメッセージが寄せられ、その後札幌市内でのAKB48握手会への潜入取材も実施された。
  - 2010年2月28日にさっぽろ芸術文化の館で行われたAKB48の握手会では、緊張してまともに話しかけることが出来なかった。最後にダメ押しで吉川アナが小嶋陽菜に「典雄っていいます。アダ名つけてください!」と頼んだところ、「ノリ、岩ノリ!」とつけられた。潜入の模様は、3月1日の放送で紹介された。
  - 2010年7月25日につどーむで行われた握手会に2度目の潜入取材を実施、一推しのメンバーである秋元才加の「手作り才加激推しTシャツ」を着て会場に登場し注目を集めるが、楽屋取材のメンバーが峯岸みなみ・柏木由紀・宮澤佐江であったため顰蹙を買う。プレゼントで用意した「典雄激推しTシャツ」は、宮澤の好意により秋元にプレゼントされたとされたが、その後は行方知らずとなっている。握手会の模様は翌日の7月26日の放送で紹介され、握手の瞬間にリスナーのメッセージを伝える企画を行ったが板野友美にドン引きされてしまう。ただ、渡辺麻友の「勉強頑張って」という声はもらうという快挙を成し遂げた。また、秋元に「のりのり」という普通のアダ名をつけられた。
- 12月31日22時00分から翌朝1月1日5時00分までの年越し番組を、2005年 - 2006年から2008年 - 2009年の4年連続で放送している。2009年 - 2010年以降は放送されなかった。
- 2010年10月からtwitterを運用、公式アカウントは「stvnama」。ハッシュタグ「#namaran」をつけてツイートすると番組内で紹介された。
- 2010年10月 - 3月は、月曜 - 金曜 18:00 - 19:30の「News＆Sportsチャートなまらん」と、20時・21時台の本番組と「なまらん」の番組名が2つ存在する形となった。
- 2011年4月1日の放送を最後に、5年半続いたこの形態での番組は終了。4月4日以降も『なまらん』を冠した「萩原隆雄のNews＆Sports なまらんマンデー」（月曜18時台）、「孝太郎とさおりのスーパランキングなまらんマンデー」（月曜21時台）、「なまらん」（火 - 金曜21時台）がスタートするが、吉川アナは平日夕方ワイド「牧とのりおのスーパースクランブル」と、「アタックヤング」（金曜）に移り、後続「なまらん」には出演しない。後続3番組については「なまらん」項を参照。

### 第2期
- メインパーソナリティーは藤井孝太郎アナ。月曜日は、過去に吉川アナと当番組を担当していた辻田沙織が加わる。2011年度上半期に放送していた月曜なまらん「孝太郎とさおりのスーパーランキング なまらんマンデー」から続投しており、実質番組名を変更したような形となっている。
- 2011年の「全国高等学校クイズ選手権・北海道大会」担当MCも藤井アナが担当した。
- 2012年3月19日の放送中に番組終了が発表され、3月30日で放送を終了した。プロ野球中継の関係上、前日の3月29日が実質の最終回で、3月30日は「帰ってきたなまらん」と称していた。番組終了後、藤井アナは同年4月2日から月曜日の同時間枠で『藤井孝太郎のログイン!よる☆PA』を担当している。また、辻田には日曜日18時30分枠の新番組として『女子会ラジオ』が与えられたが[1]、わずか1年で終了している。

## パーソナリティ
| 期 | 期間                  | 司会                          | アシスタント | 章    |
| -- | --------------------- | ----------------------------- | --- | ----- |
| 1  | 2005.10.3 - 2006.9.29 | 吉川典雄（STVアナウンサー）   | 近藤麻智子（STVアナウンサー）                                                                                              | 第1章 |
| 1  | 2006.10.2 - 2007.3.30 | 吉川典雄（STVアナウンサー）   | 藤本晶子（STVアナウンサー）                                                                                                | 第2章 |
| 1  | 2007.4.2 - 9.28       | 吉川典雄（STVアナウンサー）   | 中嶋あゆみ（4.2 - 9.26 月・火・水曜） 及川夕依（4.5-9.28 木・金曜）                                                        | 第3章 |
| 1  | 2007.10.1 - 2008.3.28 | 吉川典雄（STVアナウンサー）   | 南野麻矢（2007.10.1 - 2008.3.25 月・火曜） 對尾華夜（2007.10.3 - 2008.3.27 水・木曜） 合田彩（2007.10.5 - 2008.3.28 金曜） | 第4章 |
| 1  | 2008.3.31 - 2009.4.3  | 吉川典雄（STVアナウンサー）   | 鹿角美果 | 第5章 |
| 1  | 2009.4.6 - 2010.3     | 吉川典雄（STVアナウンサー）   | なし | 第5章 |
| 1  | 2010.4 - 2010.9.27    | 吉川典雄（STVアナウンサー）   | 辻田沙織（月曜のみ） | 第6章 |
| 1  | 2010.9.28 - 2011.3.31 | 吉川典雄（STVアナウンサー）   | なし | 第7章 |
| 2  | 2011.10.4 - 2012.3.30 | 藤井孝太郎（STVアナウンサー） | 辻田沙織（月曜のみ） | -     |

主な代理パーソナリティ
- 宮田愛子（STVアナウンサー・近藤アナ代打、2006年1月16日 - 18日・2006年6月15日・6月16日）
- 寺田礼子（STVアナウンサー・近藤アナ代打、2006年1月19日・1月20日）
- 岡崎和久（STVアナウンサー・吉川アナ代打、2006年7月24日・2007年8月27日・8月28日）
- 岡本博憲（STVアナウンサー・吉川アナ代打、2006年7月25日・7月28日・2007年8月31日・2008年3月19日・2010年2月2日・2月3日・2月5日）
- 藤井孝太郎（STVアナウンサー・吉川アナ代打、2006年7月26日・7月27日・2007年8月29日・8月30日・2010年2月1日・2月4日）
- 小出朗（STVアナウンサー・吉川アナ代打、2011年1月7日・1月10日・1月11日）※News&Sportsチャートなまらんから連続出演
- 八木菜摘（STVアナウンサー・吉川アナ代打、2011年1月10日・1月11日）※News&Sportsチャートなまらんから連続出演

## 主なコーナー

### 第1期
☆がついているものは、第2期でも放送
- ☆スーパーヒットチャート
  - 番組独自のリクエストチャート。開始当初の半年間は10位から1位までの発表だったが、2時間枠になってから15位からの発表となった。第2期では毎週金曜日に1週間のリクエストを集計した上位20曲を発表している。
  - リクエストをした曲がランクインすると、1曲につき3、4名のラジオネームが紹介される。
- ZOKKON音楽ニュースBEST5
  - 吉川典雄が「ゾッコン!」ときた音楽関連のニュースを番組独自のランキング形式で紹介。ニュースの話題からそれることもかなりある。アーティストからのメッセージも届くことがあり、活動休止前の中島美嘉も登場した。
- 特選!STVラジオのススメ
  - STVラジオの番組から、一番組の傑作部分を紹介。20時15分ごろ - 20時30分に実施。
- 勝ち抜き!アンビシャスバトル!
  - 北海道のインディーズミュージシャンによるOAバトル。7組のインディーズミュージシャンの楽曲を紹介し、リスナーが投票。勝者の楽曲は、1週間番組エンディングテーマとして用いられる。3週勝ち抜くと「チャンプ」となり、スタジオに登場となる。初代チャンプは、CocoStretch。
- 頑張れ!高校生アスリート
  - 北海道の高校のある部活の一人の生徒に焦点をあてるロート製薬スポンサードのドキュメント企画。毎週火曜日の21時台に放送。当初は『内山佳子のアタックヤング』で放送されていたが、2008年よりなまらんにて放送。内山アタヤン同様、このコーナーの3時間スペシャルが行われることもあった。2010年には、後に青山学院大学の箱根駅伝初優勝に貢献する札幌山の手高校時代の小椋裕介が紹介された。なまらん終了後は『藤井孝太郎のログイン!よる☆PA』に引き継がれ2012年度いっぱいまで行われた。
- ☆モチ!ロン合格!頑張れ受験生!
  - 毎週水曜日の21時台に放送の北海道米販売拡大委員会スポンサードによる受験生応援コーナー。自分の周りの受験生への応援メッセージ、または受験生本人からの心境メッセージを紹介し番組が選曲した一曲を応援歌として流す。なまらん終了後は「頑張れ!高校生アスリート」と同様『藤井孝太郎のログイン!よる☆PA』に引き継がれ2012年度まで行われた。
  - 第2期では、サザエ食品とのコラボ商品「合格!なまらんもち」の情報もこのコーナーで発表された。2011年度の第4弾は「合格をからめとる」のコンセプトによる餅にソースを絡めて食べるスタイルとして全力投入の「粒あん・豆乳クリーム」・勝利をあなたに、勝You「醤油」・合格をきゃらめとる「キャラメル」・苦労が実ってご満足「黒ゴマ」の4個入り250円で2012年2月15日から販売された。
- 大喜利ランキング
  - 大喜利の答えを募集し、ランキング形式で発表。3位に1ポイント、2位に3ポイント、1位に5ポイントが与えられる。上位リスナーのランキングは番組ホームページにも掲載された。
- すすきのあきらのスター中継
  - 自称ススキノのスター“すすきのあきら”が、金曜夜のススキノで突撃インタビューをするコーナー。毎回キャラがブレブレで一人称がよく変わる。中継中に緊急車両がよく通る。酔っ払ったグループに絡まれたこともあった。
- なま電!クイズメンへの挑戦!
  - クイズ最強の男たち“クイズメン”とリスナーのクイズ対決。今までに「こいでメン」、「何でですかメン」、「あきらメン」が登場している。
- AKBINGO!タイム
  - 毎週金曜夜9時になると、キーワードとなるAKB48メンバーを発表。キーワードを書いて応募したリスナーから抽選で3名に「AKBINGO!OFFICIAL BOOK」が当たる。AKB48愛が強いなまらんならではのコーナー。

### 第2期
- なまらん知恵袋
  - 日替わりのシチュエーションテーマに沿って、リスナーから対処法などを募集するメッセージテーマシリーズ。

## 季節限定コーナー
- GJグランプリ
  - リスナー同士で学校自慢のエピソードを披露しあう対決企画。コーナー名のGJは学校自慢の略。お互い3個ずつ自慢エピソードを披露し合い、リスナーの票を多く獲得した人が勝利。勝者にはクラス全員分の豪華プレゼントが与えられ、2009年夏の感謝週間時の第1回ではジュース、2009年冬の感謝週間時の第2回ではお菓子が与えられた。
- ワンフレーズ替え歌選手権
  - お題の歌詞の一部分を替え歌にして対決するコーナー。実際にリスナーに電話をつないで歌ってもらう。勝者には、カラオケミュージックハウスで使える「24時間歌い放題券」をプレゼント。2009年に夏の感謝週間で第1回、冬の感謝週間で第2回が開催された。
- アーティスト名言集クイズ
  - これまで番組に出演したゲストのインタビューからクイズを出題。正解者の中から1名にアーティストグッズがプレゼント。しかし名言ではない部分からの出題が多かった。
- ポッキーチャレンジスペシャル
  - 『アタックヤング』と共同で実施する、江崎グリコ提供によるリスナーの夏休みチャレンジ企画。2000年から開始、なまらんは2006年度の時間拡大から参加番組として加わり、2009年まで実施。『アタックヤング』の各曜日から1名ずつの合計5名と当番組1名の合計6名の学生が代表として選ばれ番組毎に夢の実現に向けてパーソナリティとともに職業体験のチャレンジを行う模様を取り上げるとともに、コーナーの後半ではポッキー関連の情報を紹介する。9月にはコーナーの発表会イベント「ポッキーチャレンジスペシャル夏休み発表会」が行われた。
- 合格!なまらんもち
  - 番組を聞きながら頑張る受験生を応援するべく生まれたサザエ食品とのコラボレーション和菓子商品企画。リスナーからのアイデアを元にして商品化され、北海道内の百貨店・スーパーのサザエ食品店舗にて販売。
  - 2008年度から始まり、2009年発売の第1弾は「ごうかく桜」と題し「ご」はゴマを混ぜ込んだ餅生地にこし餡・「う」はウシ＝チーズ餡入り・「か」はカカオでチョコ餡入り・「く」はくるみを混ぜ込んだ餅生地に粒餡・「桜」は桜餡を入れた桜色の餅の5種セットとした。5個入1箱税込500円で、数量限定で「合格鉛筆」が付属した。
  - 2010年（2009年度）には昨年発売された第一弾に加えて、第2弾が2月15日から発売された。「いちごミルク」「ゆず」「バナナ」「みそクルミ」「豆大福」の5種の大福をセットとした。先着5千個には「お守り消しゴム」が付属した。なお、第一弾・第二弾共通で箱の中に入っている「はくちょうマーク」を2枚集めると「お風呂ラジオ」「iPod nano」が当たるプレゼント企画も行われた。嘉門達夫がオリジナルソングを製作し、サザエ食品札幌宮の森本店で店内BGMとして流され、STV携帯サイトにて着うたが無料配信された。
  - 2011年（2010年度）の第3弾は主要5教科にちなんで国語は「漢字のとめ、はねをごまかさない」ごま大福・英語は「発音が大事」カッフィー（コーヒー）餡・社会は「なくようぐいす」ウグイス餡・理科は「びっくり化学反応」栗マロン餡・数学は「Xを解き明かせ」X餡の5種セットとした。The武田組がオリジナルソングを製作。

## 過去にあったコーナー
- なまらん放送部ジャック
  - 道内の中学・高校のお昼の放送をジャックする企画。第1回は札幌稲雲高校、第2回は札幌新川高校で実施。過去2回とも、放送室前に生徒が集まってパニック状態になった。
- スリップダウンQUIZ
  - リスナー一人と電話をつないでのクイズ。辻田沙織から出される3つのヒントを基に、答えとなっているアーティストを当てる。毎週月曜日9時から開催。3つ目のヒントには辻田のカラオケが入れられるのが慣例となっていた。
- AKB現象
  - 自分の周りのAKB48人気を紹介するコーナー。最新のAKB情報や、吉川アナ行きつけの美容師からの情報などが紹介される。本コーナーをきっかけとして2度の握手会取材、選抜総選挙での映画館ライブビューイング上映取材なども行っている。実際にマイクを持って握手会に参加するのは、全国的にも異例である。また、SKE48からメッセージが届いたときには「吉川さん、いつも応援ありがとうございます」というセリフが入っていた。
- なまらんmusic board
  - アーティストがなまらんリスナーへ残していったゲストメッセージを紹介するコーナー。
- 今月のなま押し
  - 毎月なまらんオススメの一曲を紹介する。第1回は、ナオト・インティライミ「カーニバる？」。第2回は、黒猫チェルシー「ベリーゲリーギャング」。第3回は、カラーボトル「ゼロになって」。第4回は、モーモールルギャバン「パンティー泥棒の唄」。
- ナツコイ応援部
  - この夏、告白を決めようとしているリスナーを応援する企画。しかし成功したリスナーはおらず励ましのメッセージ紹介が主となった。OPテーマはJuliet「ナツコイ」。
- 理想のKiss me作文
  - 一度はしてみたいキスへ至るまでのシチュエーションを、作文にして送る人気コーナー。
  - 一度、終了するが2009年11月より「新・理想のKiss me作文」として復活。お題の単語を作文の中に入れなければいれないというルールが加わった。そして、2010年4月には「理想のKiss me作文Ⅲ」として再度リニューアルしお題のセリフを作文に入れなければいけないルールが加えられた。
- サオリボーダーライン
  - 事務所所属の辻田沙織が、どこまでのセリフを言っていいのか探るコーナー。マネージャーKの声で「OKです」か「あっ事務所NGです」が流れる。間接的な下ネタが多い。採用されたセリフの一部はCM明けのジングルにも用いられた。2010年5月17日の放送では、ゲストの大西暁子と伊藤沙菜も参加させられた。
- スペアリブの青春スタスィオン
  - リスナーから寄せられた悩みメッセージを番組スタッフのスペアリブが1980 - 90年代のアイドル楽曲にこじつけて解決するコーナー。ただ、本当は何も解決になっておらず、スペアリブが聴きたい曲をかけているだけじゃないかと苦情が殺到していた。採用者には、スペアリブ直筆メッセージ入り「スタスィオン・ステッカー」をプレゼント。
- ライブスピカ
  - STVが主催するライブコンテストの関連番組として、北海道のインディーズバンドの情報やコンテストの開催情報を紹介する。2008年3月に札幌メディアパーク・スピカの閉鎖に伴い終了。
- Be Ambitious!!
  - 北海道のインディーズバンドを中心に紹介するコーナー。当初は単独番組として日曜深夜に放送していたが、2008年度より「ライブスピカ」が担っていたインディーズバンド紹介を引き継ぎなまらん内のコーナーに移行。移動当初はサークルKサンクス・藤井ビルがスポンサーとなっていたが、2009年度以降はノンスポンサーとなった。なお、STVテレビで放送されていたドキュメンタリー番組『D!アンビシャス』とは関係はない。上杉周大（THE TON-UP MOTORS）を輩出し、後の「ブギウギ専務」につながる企画が生まれている。
- 怪物なまランド
  - リスナーから身の周りにいる怪物的な人物のエピソードを募集。採用者全員にドラマ「怪物くん」グッズがプレゼントされた。
- ナマレコ
  - 吉川アナまたはディレクター自らがCDショップへ行って試聴・ジャケ買いして気に入ったアーティストを紹介するコーナー。
  - the telephones、andymori、FACTなどのバンドをいち早く紹介している。紹介されたCDは、amazonに設けられた「なまらんオンラインショップ」で買うことができた。
- ドM-1グランプリ
  - お題の後に続く、ドMの人がゾクゾクくるようなセリフを紹介するコーナー。
- モチ！ロン合格！頑張れ受験生！
  - 受験生本人にピッタリの一曲をなまらんがセレクトして応援歌を贈るコーナー。スポンサーに「北海道米販売拡大委員会」がついている。
- 吉川典雄のwikiな男
  - ウィキペディアの「吉川典雄」の項目に載せたほうがいい情報を寄せてもらうコーナー。大賞作品は同項目に掲載されたが、後に削除された。
- 大漁豊漁ぼやき節
  - 弟子・木村洋二の曲「大漁豊漁ぼやき船」の語りの部分「冗談じゃないよ!」「もう充分、もう充分」などが後ろにつくシチュエーションを送るネタコーナー。
- おっぱいバレー公開記念 おっぱい三段攻撃
  - 2009年4月18日に公開された綾瀬はるか主演の映画「おっぱいバレー」にちなんで、女の子のグッとくる、興奮する、萌える仕草などをバレーの三段攻撃「レシーブ」「トス」「アタック」の三段階にわけて紹介するネタコーナー。優秀作品には、関係者しか手に入れることが出来ない「おっぱいバレーグッズ」がプレゼントされる。
- 今宵の晩御飯
  - 番組中期の人気コーナー。リスナーに電話をつないで、ついさっき食べた晩御飯のヒントを聞き、それを基にリスナーがその晩御飯を当てるクイズ。正解者の中から1名にプレゼント。
- クイズ!なまらん3連単
  - 番組スーパーヒットチャートの上位1位 - 3位を順位通りに予想するクイズ。2006年4月から開始。的中者の中から抽選でミュージックギフト券がプレゼントされるものだが、放送開始後から半年間に行われた4位楽曲を予想する「チャート当てちゃってクイズ」が発展したものである。ちなみに、23時までの締め切りまでに、自分が予想したランキングが外れたのであれば、何度でもやり直し可能。
  - 初期にはコーナータイトルコール前に中央競馬で用いられたGIファンファーレが流れていた。
  - 以前はアーティストきゃんたま袋がプレゼントの中にあり、2006年5月22日以降はアーティスト金玉袋が、なまらん新ロゴ豪華ステッカーになった。2006年5月22日 - 26日、29日 - 翌月2日までは当選者の中から抽選で1名にプロのファッションデザイナーがデザインした服がプレゼントされた。
  - 2006年冬の感謝週間・北海道日本ハムファイターズ優勝後の「日ハム優勝セール」の週や、下一桁が0の節目の回には、「なまらん3連複」として上位3位に入るアーティストを予想し的中者にプレゼントされた。2007年6月の300回記念では、「なまらん単勝」として1位に入る曲を当てるだけでプレゼントがもらえた。
  - 2007年秋ごろには「評論家」としてリスナーが生電話で出演し、順位予想の発表が行われた。
- 抜き打ちTELの輪
- 目立ちたがり屋大集合
  - 番組に寄せられた自分がDJとなったラジオ番組をテープやMDに録音した音声を紹介する。
- 連続ラジオドラマ・ねぎちゃんマン
- TRAさんのコーナー
- 男女のコーナー
  - 太郎の「男女」がランキングの上位に入っていた2007年ごろに行われたコーナー。リスナーから男女の違いを投稿してもらい、その中から何通かを読み上げる。読み上げられた作品の中で、吉川アナが気に入った作品には、随時、リストバンドが贈られた。2008年初めごろ再び復活した。
- いいにゃーセレナーデ
  - 週替わりの「こんな○○あったらいーにゃー」のテーマに沿って、妄想ネタを募集するネタコーナー。2006年4月 - 2007年9月実施。ヒットチャート4位発表後に実施。しかし、紹介されたネタは「いいにゃー」の主旨と少し外れつつあった。
  - 金曜日にはその週のすべてのネタの中から最優秀賞「いーにゃー大賞」が選ばれる。大賞プレゼントには2006年4月のスタート時から同年6月まではファンタがスポンサードしていたためファンタ500mlペットボトル24本1ケースが、ファンタがスポンサーから降板した同年7月からはなまらんグッズやアーティストグッズが入れられた「きゃんたま袋」がプレゼントされるようになった。2006年冬の感謝週間時には、きゃんたま袋に加えてセイコーマート缶コーヒー「グランディア」1ケースが大賞受賞者にプレゼントされた。
  - 月曜から木曜のコーナーの最後には、その週のテーマにちなんだ「なまらんおすすめ○○ソング」が流れるが、2006年8月末以降は流れなくなった。
  - 2008年4月1日からはネットラジオ局SSKラジオ放送の番組『Heat Pop Japan!!』で、「いいにゃーファクトリー」として引き継がれて放送された。
  - コーナーの冒頭ではBGMとしてヴォルフガング・アマデウス・モーツァルト作曲の『ピアノ協奏曲第21番 ハ長調 K. 467』の第2楽章が使われていた。
- なまらん気持ちぃ
  - 週替わりの「○○の気持ち」のテーマに沿って、その週の物の気持ちを募集するネタコーナー。23時30分ごろのヒットチャート4位発表後に実施。いーにゃーセレナーデと同様、金曜に「気持ちぃ大賞」を決定し、受賞したリスナーには「気持ちぃ袋」がプレゼントされた。
  - 「いいにゃーセレナーデ」の実質上の後継企画で、2007年10月から募集開始を始めたが、第4回の10月4週の大賞発表後にコーナー終了。
- ライブスピカ
  - 北海道のインディーズバンドを中心に紹介するコーナー。1999年より開始、2006年度よりなまらんに内包。2007年4月からはサークルKサンクス、2007年夏からは藤井ビルがスポンサーとなっていた。スピカ閉鎖に伴い2008年3月をもって終了、後継コーナーとして4月より「Be Ambitious」が本番組に内包された。
- 吉川犬さんの替え歌コーナー
  - 番組伝説のキャラクター・吉川犬が、リスナーから寄せられた平井堅「僕は君に恋をする」の「バカだなぁ」までの部分の替え歌を歌うコーナー。
- サムライ典太郎の斬捨御免!!
  - ドラマ『サムライハイスクール』のパロディコーナー。怒ってる事・許せない事のエピソードをリスナーから募集し、代わりにぶった斬るコーナー。同情したメッセージには『サムライハイスクール』のクリアファイルがプレゼントされる。
- 骨風船は硬ぇんだ!!
  - ほとんどマンガを読んだことがない吉川アナに、マンガの名言を教えるコーナー。心に響いた名言には、図書カード500円分をプレゼントする。
  - コーナー名は吉川アナが街角取材中に、女子高生に「好きなマンガの名言は?」と聞いたところ、『ONE PIECE』の「骨風船は硬ぇんだ!!」と言ったセリフを気に入ったことに由来する。
- ギネス・ナマラン・レコーズ
  - ギネスには載らないけど、達成したくだらない記録を紹介するコーナー。認定された場合、「ギネス・ナマラン・レコーズ認定証」が授与される。
- 小さい奴見つけた。
  - 自分の周りの小さい人を紹介するコーナー。ゲストに嘉門達夫が来た際に行った限定コーナーだったが、嘉門が気に入ったためレギュラー化した。
  - リスナーからのネタがたまれば、嘉門が「歌にする」と約束したが、実現には至らなかった。
- 冬季オオオギリンピック
  - 大喜利コーナー。スタッフが10点満点で採点。10点満点には図書カード1000円分プレゼント。赤点(3点満点)には、格付けがされていく。赤点1回（銅メダル）、赤点2回(銀メダル)、赤点3回(金メダル)。金メダル獲得者には、不愉快なモノが贈りつけられるらしい。

## プレゼント
- なまらん福袋（なまらんグッズ&アーティストグッズの詰め合わせ）
- ミュージックギフト券
- 図書券
- 黒豆2kg
- 典雄手形（典雄の手形）※意外と小さいらしい。
- 典雄DEちゅ（廃盤となった典雄手形の後継）
- 吉川典雄サイン入りシール（典雄の手元に丁度良くあったシールにサインを書いてプレゼントした物）
- ドラマ「サムライ・ハイスクール」スクールバッグ

ほか
感謝週間時
- CD1kg（当選リスナーによるCD選びは4丁目プラザ内のCDショップ「音楽処」で行われ、選択時の様子は番組内で放送された）
- お菓子詰め合わせ
- カラオケ24時間歌い放題券 - カラオケミュージックハウスにて30分単位で使用可能。
- ニンテンドーDSi LL（2009年冬）

## 謎のキャラクター
- チーカマ兄弟（声の担当に近藤アナが入っていたため、9月の近藤アナ異動以降放送されず）
- ねぎちゃんマン （チーカマ兄弟と同じく、9月の近藤アナ異動以降放送されず）
- 智則君（謎の青年。典雄曰く逃走中）
- 吉川犬（平井堅のパロディーと思われる）
- ミスターX（吉川アナがママチャリレースの出場者につけた名前）
- けむりさん（藤本アナが風邪気味のかすれ声の時につけられた名前）
- DJ NORI（リスナー投票企画（おもに○○選手権企画）にナビゲーターとして出ている）
- タラコッシュ（2006年10月 - 2007年3月の藤本アナ司会時登場、藤本アナが初登場した頃にキグルミの「たらこ・たらこ・たらこ」がランクインしていたため、こういう名前になった。『フランダースの犬』のパトラッシュのパロディー。声は藤本アナ。決め台詞は「せめて、甘噛みにしてぇー」（吉川アナ）。3月の藤本アナ異動以降放送されず）
- buー太郎（アシスタント合田彩のものまねから登場）『ライブスピカ』のCM、または番組内で登場。吉川アナがこのネタ（キャラ）をパクるという事件もあった。
- SA-YA（番組スタッフの一人。街角取材の時のみ登場。つっけんどんな取材にゲストも驚く事が多い。ポッドキャストにはレギュラーで出演している）
- スペアリブ(番組スタッフの一人。80 - 90年代アイドルに詳しいが、当時20代だった。余計な一言で相手をイラつかせるのが得意。）
- シミチョロ（STV新入社員？2010年5月、研修中に急遽podcast登場）

## 主なイベント
- なまらん音楽祭（2005年10月9日）

番組初のイベント。STVホールで開催、最新PVを用いた音楽ランキング発表などを行った。
- TRA VS 仁井山征弘決戦ライブ（2006年4月21日）

当時番組ヒットチャートで上位を争っていた「セブンティーン」のTRAと「ジンギスカン」の仁井山往弘による勝負形式のライブ。サッポロさとらんどとサッポロファクトリーアトリウムで行われた。観客の投票による勝負の結果は第1戦さっぽろさとらんどでは仁井山、第2戦サッポロファクトリーではTRAが勝ち1対1の引き分けで終わった。
- なまらんチャリンコレース（2006・7年6月開催）

モエレ沼公園で行われるママチャリ耐久リレー大会に、当番組がリスナーとともに参戦するイベント。
- なまらん夜のピクニック（2006年9月25日開催）

映画『夜のピクニック』とのコラボ企画。リスナー集団が18時から24時までクイズをしながら札幌市内を歩き、ゴールの羊ヶ丘展望台を目指す企画。当日の生放送は番組スーパーヒットチャートの発表などを行わず、このイベントの模様を中心に進行された。
- ケイタク大願成就ライブ（2007年1月27日）

STVホールで行われた、入場無料のケイタクのワンマンライブ。ライブ内では、パーソナリティーの吉川アナがケイタクの故郷福岡へ行った際の映像「ノリオの福岡の旅」が上映され、福岡の旅の音声は後日番組内でも流された。翌日には第46回ライブスピカが行われた。
- つどいオブなまらん（2007年5月26日開催）

サッポロファクトリーのアトリウムで行われたライブイベント。甲斐名都と、『アタックヤング』木曜担当のSACONがライブを行った。
- なまなまライブスピカ（2006年 - 2008年3月開催）

当番組、『なまおん』、『ライブスピカ』の共同で行われたライブイベント。ライブスピカ年間チャンピオン大会をメインイベントに据えて開催。
- 札幌大学オープンキャンパス バスツアー（2007年・2008年）

吉川アナと抽選で選ばれたリスナーで札幌大学へ行くオープンキャンパスイベント。
- なまらん冒険王in札幌大学（2009年8月2日）

「札幌大学オープンキャンパスバスツアー」の進化版として、チームで札幌大学に仕込まれているアトラクションをクリアし、賞品がプレゼントされるゲーム仕立ての大学見学会。
- なまらん献血アー（2007年11月）

吉川アナとリスナーが、札幌市西区の北海道赤十字血液センターを見学し、献血について学ぶイベント。ツアー時の音声の一部が、当番組内での献血推進CMに使われた。
- なまらんエレクトリカルパレード（2008年4月29日）

当番組リスナーらが札幌市内を仮装行列する企画。
- 昆布体験ツアー（2008年8月23日 - 24日）

当番組と北海道ぎょれんのコラボレーションによる、えりも町にて昆布漁などを体験する1泊2日のツアー。
- 吉川典雄1日お兄ちゃん企画（2008年11月23日）

吉川家次男坊の吉川典雄が、「お兄ちゃん気分を味わいたい」とワガママを言ったところから始まった企画。いい（11）お兄さん（23）の日に開催。一緒に観覧車に乗ったりゲームセンターへ行ったりペットショップ巡りなどを行い、番組内にてクイズ形式で紹介された。
- なまらんinノルベサ（2009年5月5日）

子供の日に開催されたミニイベント。ノルベサの観覧車で1周10分程度の持ち時間で1周する間に来場者の悩みを解決する「ノリベサ兄さんのお悩み相談室」が行われた。結局すべて無理矢理な結論でまとめる形で観覧車を降ろした。
- なまらんプレゼンツ 映画『フォース・カインド』学生限定試写会（2009年11月23日）

12月公開の映画『フォース・カインド』の学生限定試写会をSTVホールで行ったもの。昼・夜の2回公演で、前説は吉川アナが行った。当初中学生以上の学生と浪人生を限定に招待したが、問い合わせが殺到したため一般席も一部開放した。昼・夜あわせてほぼ満席であった。
- ほっかいどう福祉・介護フェスティバル（2010年1月23日）

かでる2・7で行われた北海道庁主催のイベントになまらんが参加。第1部「なまらん福祉・介護お勉強会」と第2部「マリエと学ぶ介護のお仕事」の二部構成で行われ、1月28日・29日の放送でイベントの模様が紹介された。
番組では散々期待していたが、イベントでの吉川アナとマリエの絡みは無く、唯一マリエが楽屋から出てくる時に吉川アナが匂いを嗅いだようである。
- 合格なまらんもち発売記念！サテスタ歌謡曲inイオン札幌発寒(2010年2月20日)
- なまらんノーザンホースパークツアー（2010年5月23日)

苫小牧にあるノーザンホースパークへ、リスナー15名を招待。辻田沙織が番組イベント初参加となった。馬とのふれあい、パークゴルフ、パン焼き体験、レーザーシューティングゲーム、カレー＆ビュッフェランチなどを無料で楽しめた。

## スタッフ
- ディレクター・越崎恭平
- アシスタントディレクター・関野清香、うしくん、スペアリブ